# Archidiocèse grec-orthodoxe d'Antioche et de Damas

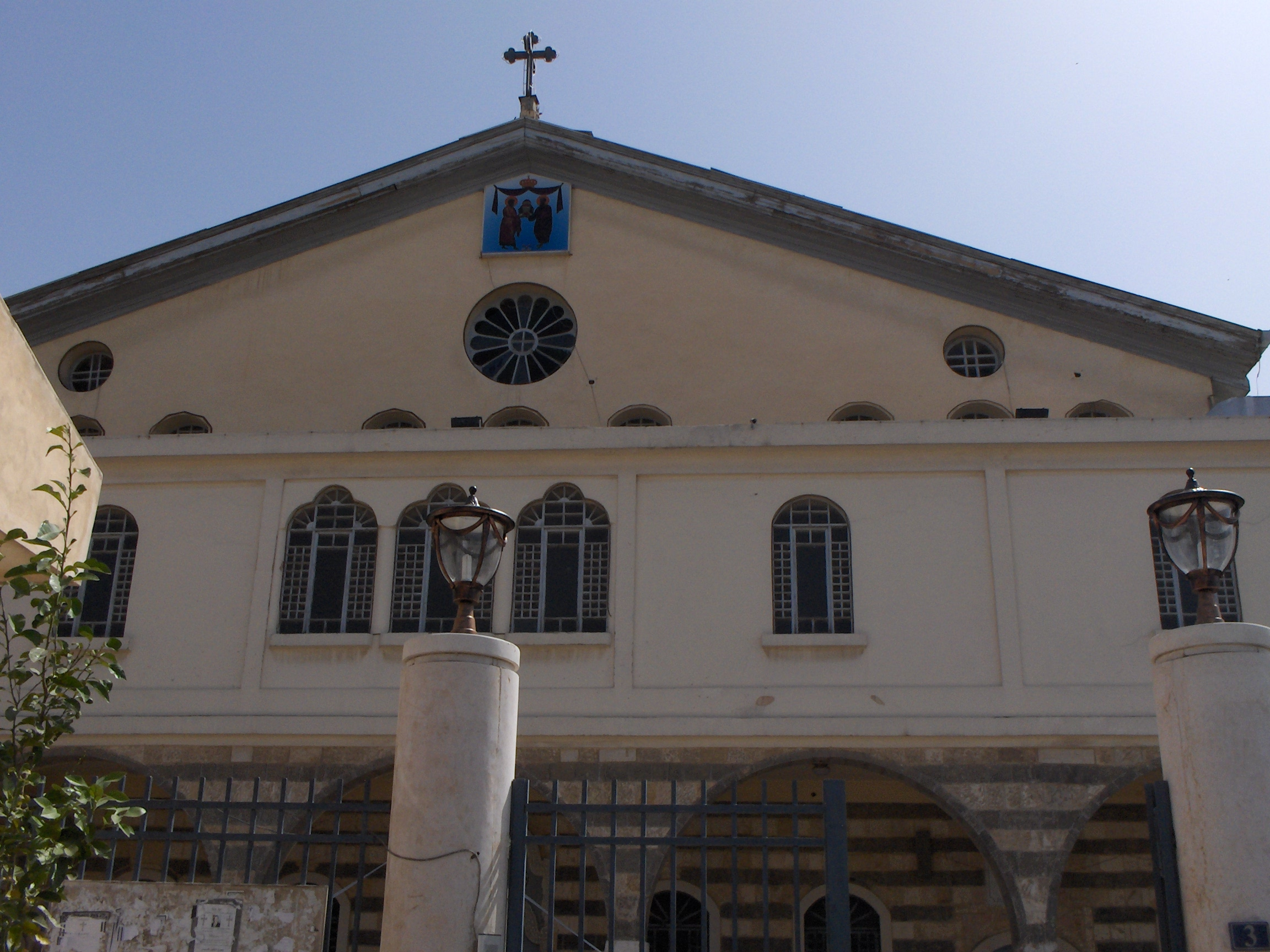
La cathédrale mariamite de Damas.

 (mai 2019).
Si vous disposez d'ouvrages ou d'articles de référence ou si vous connaissez des sites web de qualité traitant du thème abordé ici, merci de compléter l'article en donnant les références utiles à sa vérifiabilité et en les liant à la section « Notes et références ».
L'archidiocèse grec-orthodoxe d'Antioche et de Damas est une circonscription de l'Église orthodoxe d'Antioche. Il a son siège à Damas. L'archevêque est le patriarche orthodoxe d'Antioche.